# Hippolyte Girardot

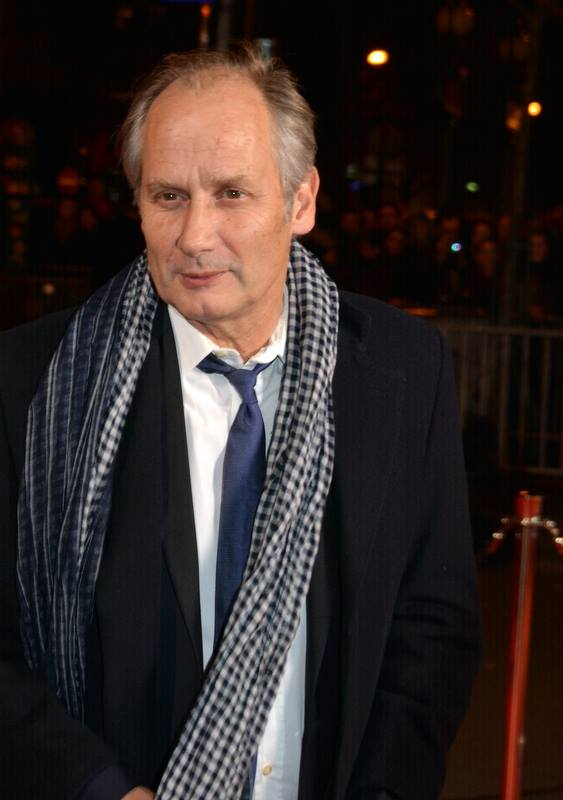
Hippolyte Girardot bei der César-Verleihung 2016

Hippolyte Girardot (* 10. Oktober 1955 in Boulogne-Billancourt, Hauts-de-Seine, Île-de-France; eigentlich Frédéric Yves Ernest Girardot) ist ein französischer Theater- und Filmschauspieler und Regisseur.

## Leben
Girardot, der unter dem Namen Frédéric Yves Ernest Girardot geboren wurde und als Einzelkind aufwuchs, wollte ursprünglich Szenenbildner beim Film werden. Nach seinem Diplom an der École nationale supérieure des arts décoratifs in Paris wandte er sich dem Theater zu und wechselte ins Schauspielfach. Durch seine Mutter, die eine Bekannte der Regisseurin Yannick Bellon war, hatte Girardot bereits 1974 als Sohn von Claude Rich in Bellons Film Befreiung aus der Ehe erstmals vor der Kamera gestanden, jedoch zunächst keine Laufbahn als Schauspieler verfolgt. Nach einer Reihe von Gelegenheitsjobs war er ab 1980 schließlich regelmäßig auf der Leinwand und auch auf der Theaterbühne zu sehen. Im Jahr 1985 erhielt er für die Rolle eines Handtaschendiebs in Francis Girods Politdrama Le bon Plaisir – Eine politische Liebesaffäre an der Seite von Catherine Deneuve und Jean-Louis Trintignant seine erste Nominierung für den César in der Kategorie Bester Nachwuchsdarsteller.
In Claude Berris Filmdrama Manons Rache (1986) war danach er neben Emmanuelle Béart, Yves Montand und Daniel Auteuil zu sehen. Für seine Rolle in der Filmkomödie Eine Welt ohne Mitleid (1989), in der er einen ambitionslosen, desillusionierten Vertreter einer ganzen Generation spielte, und für seine Darstellung eines im Libanon gekidnappten Fotografen in dem Kriegsdrama Nacht ohne Ende – Hors la Vie (1991), erhielt er je eine César-Nominierung in der Kategorie Bester Hauptdarsteller. Es folgten weitere Hauptrollen, wie 1994 in Das Parfum von Yvonne unter der Regie von Patrice Leconte, und bedeutendere Nebenrollen, wie in der Künstlerbiografie Modigliani (2004), in der er neben Andy Garcia, der die Titelrolle innehatte, den Maler Maurice Utrillo verkörperte. Im Jahr 2006 gehörte er auch zur internationalen Starbesetzung des Episodenfilms Paris, je t’aime. Noch im selben Jahr folgte die preisgekrönte Literaturverfilmung Lady Chatterley, in der er den gehbehinderten Ehemann der Titelheldin spielte.
Zusammen mit dem japanischen Filmemacher Nobuhiro Suwa lieferte Girardot 2009 sein Regiedebüt unter dem Titel Yuki & Nina, das bei einer Nebenverantstaltung der Internationalen Filmfestspiele von Cannes uraufgeführt wurde und von einem japanischen Mädchen handelt, das in Paris lebt und mithilfe seiner französischen Freundin die Scheidung der Eltern und damit den Umzug nach Japan verhindern will. Über die Jahre wirkte Girardot auch in zahlreichen Fernsehproduktionen mit, wie etwa in dem mystischen Fernsehmehrteiler Dolmen – Das Sakrileg der Steine (2005) oder in der ersten französischen Netflix-Serie Marseille (2016–2017) mit Gérard Depardieu.
Mit Annie Girardot ist er nicht verwandt. Seine Tochter Ana Girardot, die aus einer Beziehung mit der Schauspielerin Isabel Otero hervorging, trat in die Fußstapfen ihrer Eltern und ist ebenfalls als Schauspielerin tätig. Mit der Filmproduzentin Kristina Larsen (* 1968) hat er eine weitere Tochter und zwei Söhne.

## Filmografie (Auswahl)
- 1974: Befreiung aus der Ehe (La femme de Jean)
- 1980: Inspektor Loulou – Die Knallschote vom Dienst (Inspecteur la Bavure)
- 1981: Liebe ohne Grenzen (L’amour nu)
- 1983: Vorname Carmen (Prénom Carmen)
- 1984: Le bon plaisir – Eine politische Liebesaffäre (Le bon plaisir)
- 1984: Fort Saganne
- 1986: Ein Tag in Paris (Suivez mon regard)
- 1986: Abstieg zur Hölle (Descente aux enfers)
- 1986: Manons Rache (Manon des sources)
- 1987: Série noire – Wir singen im Chor (Série noire – Chantons en choeur) (TV-Reihe, eine Folge)
- 1988: Les pyramides bleues
- 1989: Eine Welt ohne Mitleid (Un monde sans pitié)
- 1990: The Man Inside – Tödliche Nachrichten (The Man Inside)
- 1991: Nacht ohne Ende – Hors la Vie (Hors la vie)
- 1992: Nach der Liebe (Après l’amour)
- 1992: Flucht durch die Wolken (La fille de l’air)
- 1993: Toxic Affair – Die Fesseln der Liebe (Toxic Affair)
- 1994: Das Parfum von Yvonne (Le parfum d’Yvonne)
- 1994: Staatsauftrag: Mord (Les patriotes)
- 1995: Flucht nach Biarritz (Arrêt d’urgence) (TV-Film)
- 1996: Der schöne Sommer (Le bel été 1914)
- 1997: Vive la république
- 2001: Jump Tomorrow – Spring morgen (Jump Tomorrow)
- 2003: Das starke schwache Geschlecht (Drôle de genre) (TV-Film)
- 2003: Virus im Paradies (Virus au paradis) (TV-Film)
- 2003: Leo in Männergesellschaft (Léo, en jouant «Dans la compagnie des hommes»)
- 2003: Der Tango der Rashevskis (Le tango des Rashevski)
- 2004: Das Leben ist seltsam (Rois et Reine)
- 2004: Modigliani
- 2004: Großstadt Schocker (Petits mythes urbains) (TV-Serie, eine Folge)
- 2005: La moustache
- 2005: House of 9
- 2005: 2018 – Der Ölcrash (2013, la fin du pétrole) (TV-Film)
- 2005: Dolmen – Das Sakrileg der Steine (Dolmen) (TV-Miniserie)
- 2006: Paris, je t’aime
- 2006: Lady Chatterley
- 2006: Ich denk’ an euch (Je pense à vous)
- 2007: Ma place au soleil
- 2007: Le Voyage du ballon rouge
- 2007: L’invité
- 2007: Ein freier Mann (Candidat libre) (TV-Film)
- 2008: Stilles Chaos (Caos calmo)
- 2008: Später wirst du es verstehen (Plus tard)
- 2008: Passe-passe
- 2008: Ein Weihnachtsmärchen (Un conte de Noël)
- 2008: Le crime est notre affaire
- 2009: Venus und Apoll (Vénus & Apollon) (TV-Serie, fünf Folgen)
- 2009: Yuki & Nina – auch Regie
- 2009: Auf der Parkbank (Bancs publics (Versailles rive droite))
- 2010: Mit erhobenen Händen (Les mains en l’air)
- 2010: La Lisière – Am Waldrand (La lisière)
- 2011: Schlafkrankheit
- 2012: Ihr werdet euch noch wundern (Vous n’avez encore rien vu)
- 2012: Die Köchin und der Präsident (Les saveurs du palais)
- 2012: La chartreuse de Parme (TV-Film)
- 2012: À cœur ouvert
- 2012: Le capital
- 2013: Kidon
- 2014: Aimer, boire et chanter
- 2014: Bird People
- 2014: À la vie
- 2014: Benoît Brisefer: Les taxis rouges
- 2015–2017: Occupied – Die Besatzung (Okkupert) (TV-Serie, zehn Folgen)
- 2015: The Girl King
- 2016–2018: Marseille (TV-Serie, acht Folgen)
- 2017: Ismaëls Geister (Les fantômes d’Ismaël)
- 2017: La surface de réparation
- 2017: Dove non ho mai abitato
- 2018: Patrick Melrose (TV-Miniserie, eine Folge)
- 2018–2019: À l’intérieur (TV-Serie, sechs Folgen)
- 2019: Je ne rêve que de vous
- 2020: Eine Frau mit berauschenden Talenten (La daronne)
- 2021: The French Dispatch
- 2022: Irma Vep (TV-Serie)
- 2022: L’Astronaute
- 2023: Everything is Fine (Tout va bien, TV-Miniserie, zwei Folgen)

## Theaterauftritte (Auswahl)
- 1983: Don Juan (Dom Juan ou le festin de pierre) von Molière – Théâtre des Bouffes du Nord
- 1996–1998: La Terrasse von Jean-Claude Carrière – Regie: Bernard Murat, unter anderem Théâtre Antoine
- 1998: Die Dämonen (Бесы) von Fjodor Dostojewski – Regie: Roger Planchon, Opéra-Comique, Théâtre National Populaire
- 1998: La dame de chez Maxim von Georges Feydeau – Regie: Roger Planchon, Opéra-Comique
- 1998: Amys Welt (Amy’s View) von David Hare – Regie: Bernard Murat, Théâtre Hébertot
- 2010: Das süße Jenseits (The Sweet Hereafter) von Russell Banks – Regie: Emmanuel Meirieu, Nuits de Fourvière
- 2014: Wer hat Angst vor Virginia Woolf? (Who’s Afraid of Virginia Woolf?) von Edward Albee – Regie: Laurent Laffargue, Théâtre de l’Ouest parisien
- 2016–2017: Terre Noire von Stefano Massini – Regie: Irina Brook, unter anderem Théâtre National de Nice, Théâtre des Célestins

## Auszeichnungen
- 1985: Nominierung für den César in der Kategorie Bester Nachwuchsdarsteller für Le bon plaisir – Eine politische Liebesaffäre
- 1990: Nominierung für den César in der Kategorie Bester Hauptdarsteller für Eine Welt ohne Mitleid
- 1992: Nominierung für den César in der Kategorie Bester Hauptdarsteller für Nacht ohne Ende – Hors la Vie